# اعتلال عضلي غير التهابي مكتسب
الاعتلال العضلي غير الالتهابي المكتسب، اضطراب عصبي يؤثر بشكل أساسي على العضلات الهيكلية، وغالبًا ما يؤثر على الأطراف، ما يؤدي إلى ضعف أو خلل في عمل العضلات ووظيفتها. يشير مصطلح الاعتلال العضلي إلى خلل أو شذوذ في الألياف العضلية التي تتكون منها الأنسجة العضلية. تتميز الاعتلالات العضلية غير الالتهابية بأنها لا تحدث نتيجة عملية التهابية تتواسطها المناعة الذاتية، وعادة ما تنشأ نتيجة أمراض داخل الأنسجة العضلية نفسها بدلًا من الأعصاب التي تعصب ذلك النسيج. توجد العديد من الأسباب التي تؤدي لحدوث الاعتلال العضلي غير الالتهابي المكتسب من أهمها: الأدوية والسموم والاضطرابات الغذائية والأمراض الاستقلابية المكتسبة.
يختلف الاعتلال العضلي غير الالتهابي المكتسب عن الاعتلال العضلي الالتهابي، لأن الاعتلال العضلي الالتهابي نتيجة مباشرة لأمراض المناعة الذاتية بينما لا يحدث الاعتلال العضلي غير الالتهابي المكتسب نتيجة خلل في الجهاز المناعي، بالإضافة إلى ذلك فإن سبب الاعتلال العضلي الالتهابي غير معروف بدقة، في حين أنه قد اكتُشفت العديد من العوامل المسببة للاعتلال العضلي غير الالتهابي المكتسب والتي تؤثر عادةً على عمل ووظيفة ألياف العضلات الهيكلية.

## الأعراض والعلامات
يعاني المرضى المصابون بالاعتلال العضلي غير الالتهابي المكتسب من الضعف العضلي والتشنج والتصلب والتكزز، وعادة ما تظهر هذه الأعراض بشكل أشيع في العضلات الهيكلية المحيطة بالأطراف وحزام الكتف العلوي.
أشيع أعراض الاعتلال العضلي غير الالتهابي المكتسب:
- ضعف عضلي.
- ألم.
- تقلصات وتشنجات عضلية.
- تنميل.
- خدر.
- تكزز.
- فقدان التوازن.
- ضمور العضلات.

## الأسباب
يمكن أن يحدث الاعتلال العضلي غير الالتهابي المكتسب نتيجة مجموعة متنوعة من العوامل والأسباب، من أهمها: الأمراض الاستقلابية والأدوية ونقص التغذية والرضوض والتشوهات الخلقية. من أشيع أسباب الاعتلال العضلي غير الالتهابي المكتسب فرط نشاط الغدة الدرقية والإفراط في استخدام الستيروئيدات، وقد ثبت أيضًا أن العديد من الأدوية المستخدمة لعلاج الروماتيزم تعتبر عواملًا محرضة لحدوث الاعتلال العضلي غير الالتهابي المكتسب، ويمكن ربط معظم حالات الاعتلال العضلي غير الالتهابي المكتسب بتناول الأدوية أو الاضطرابات الغذائية.
الستيروئيدات القشرية
تسبب الستيروئيدات ضعف العضلات، وعادة ما يصيب هذا الضعف العضلات القريبة، لكنه قد يصل في الحالات الشديدة إلى عضلات الجهاز التنفسي أيضًا. تعتبر الآثار الجانبية للستيروئيدات القشرية أكثر شيوعًا عند النساء منها عند الرجال، وأسباب ذلك غير معروفة، وعند إجراء مخططات كهربائية العضلات في هذه الحالات تظهر إعاقة في حركة العضلات ذات السعة المنخفضة، مع افتقارها إلى النشاط الكهربائي العفوي.
كولشيسين
يصاب المرضى الذين يتناولون الكولشيسين باعتلال عضلي يظهر على العضلات القريبة غالبًا. تظهر خزعة العضلات اعتلالًا عضليًا فجويًا دون موت الخلايا ودون وجود علامات التهابية.
كلوروكين وهيدروكسي كلوروكين
يمكن أن يسبب عقار الكلوروكين تطور ضعف تدريجي في العضلات يبدأ في الأطراف السفلية ثم ينتقل إلى الأطراف العلوية، ويبدو أن التأثير الرئيسي للكلوروكين هو زيادة إنزيمات العضلات، خصوصًا لاكتات الديهيدروجيناز.

## تشخيص
تُعد القصة المرضية أحد النقاط الرئيسية في تشخيص الاعتلال العضلي غير الالتهابي المكتسب، وتستخدم لتحديد الوقت الذي بدأت فيه الأعراض، ولمعرفة فيما إذا كان المرض موجودًا لدى عائلة المريض، ولا بد أيضًا من التحقق من جميع الأدوية التي يتناولها المريض، ومعرفة ما إذا كان قد عانى من أي رضوض أو التهابات. يشمل الفحص السريري اختبار قوة العضلات القريبة والبعيدة وتحديد أي اضطرابات عصبية مرافقة. ومن الاستقصاءات الهامة التي يمكن اللجوء إليها لتشخيص الاعتلال العضلي غير الالتهابي المكتسب تخطيط كهربائية القلب والرنين المغناطيسي وخزعة العضلات.